# Konzerthaus de Berlin
Le Konzerthaus est une salle de concerts  qui se trouve sur la place du Gendarmenmarkt à Berlin. Elle accueille le Konzerthausorchester Berlin.

## Historique

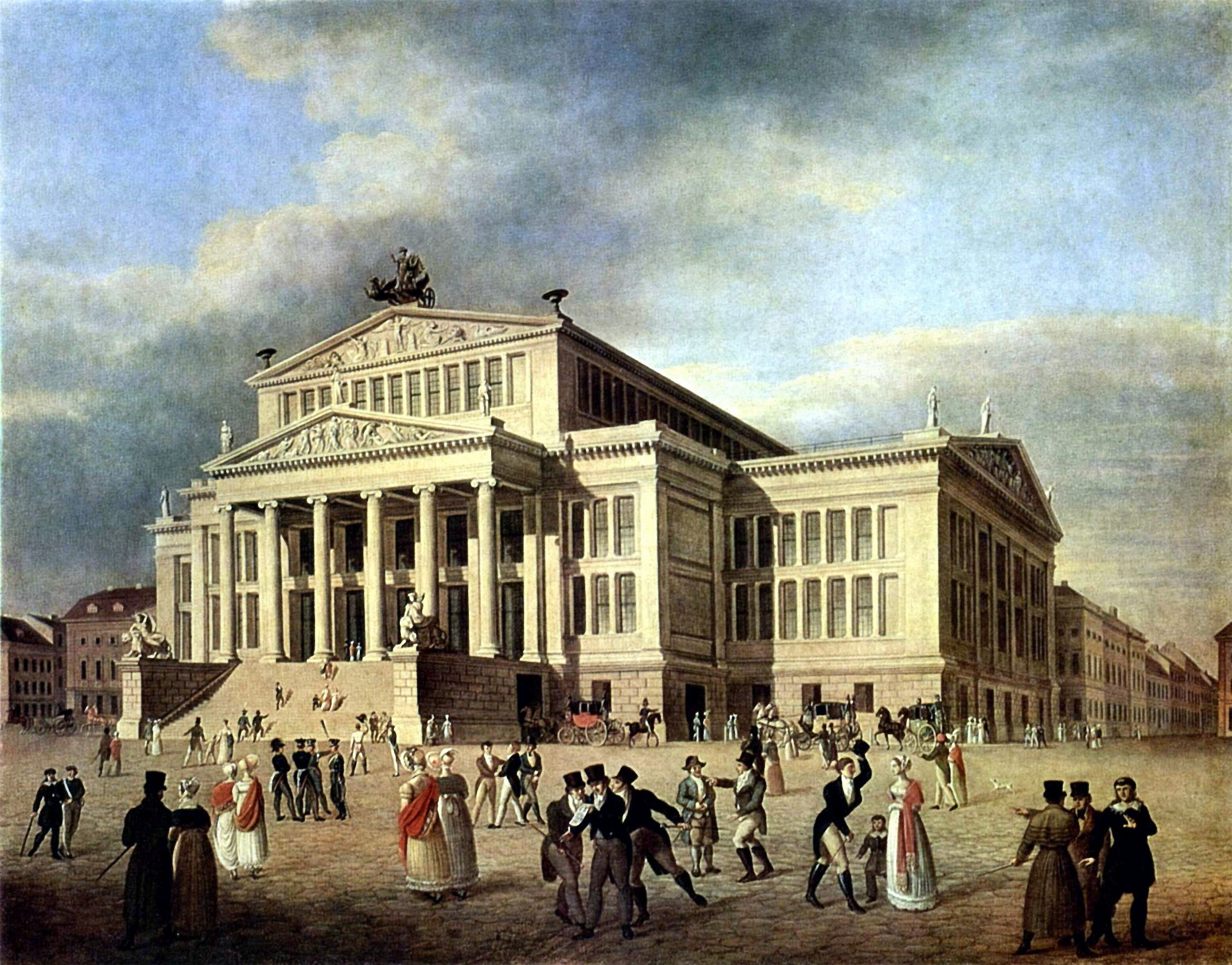
Le Schauspielhaus en 1825.

Ce temple néoclassique, achevé en 1821, constitue en effet une œuvre maîtresse de Karl Friedrich Schinkel, qui s'inspira fortement de l'antiquité grecque. Il fut élevé à l'emplacement du Théâtre national édifié par Carl Gotthard Langhans sous le règne de Frédéric II de Prusse, détruit par un incendie en 1817, et dont seules six colonnes ioniques subsistent. Baptisé à l'origine Schauspielhaus, l'édifice de Schinkel fut inauguré le 18 juin 1821 par la première de l'opéra Der Freischütz de Carl Maria von Weber. Sur le fronton principal, la statue d'Apollon et son char de Christian Daniel Rauch salue les visiteurs qui empruntent l'escalier majestueux réservé - à l'époque - au public roturier. La noblesse était, quant à elle, déposée par les fiacres devant une entrée particulière située sous l'escalier. Les statues et reliefs, qui accentuent l'élégance de l'édifice, ont été sculptés par Friedrich Tieck d'après des dessins de Schinkel. Pour ce projet de théâtre qui lui tenait particulièrement à cœur, Schinkel s'était aussi chargé de la décoration intérieure, veillant au moindre détail. 
Irrémédiablement endommagé pendant la Seconde Guerre mondiale, le théâtre fut complètement rebâti à partir de 1977, dans un style classique assez éblouissant. Ce n'est qu'en 1984, après des années de restauration, que cette institution culturelle a rouvert ses portes sous le nom de Konzerthaus; elle accueille désormais le Konzerthausorchester Berlin.

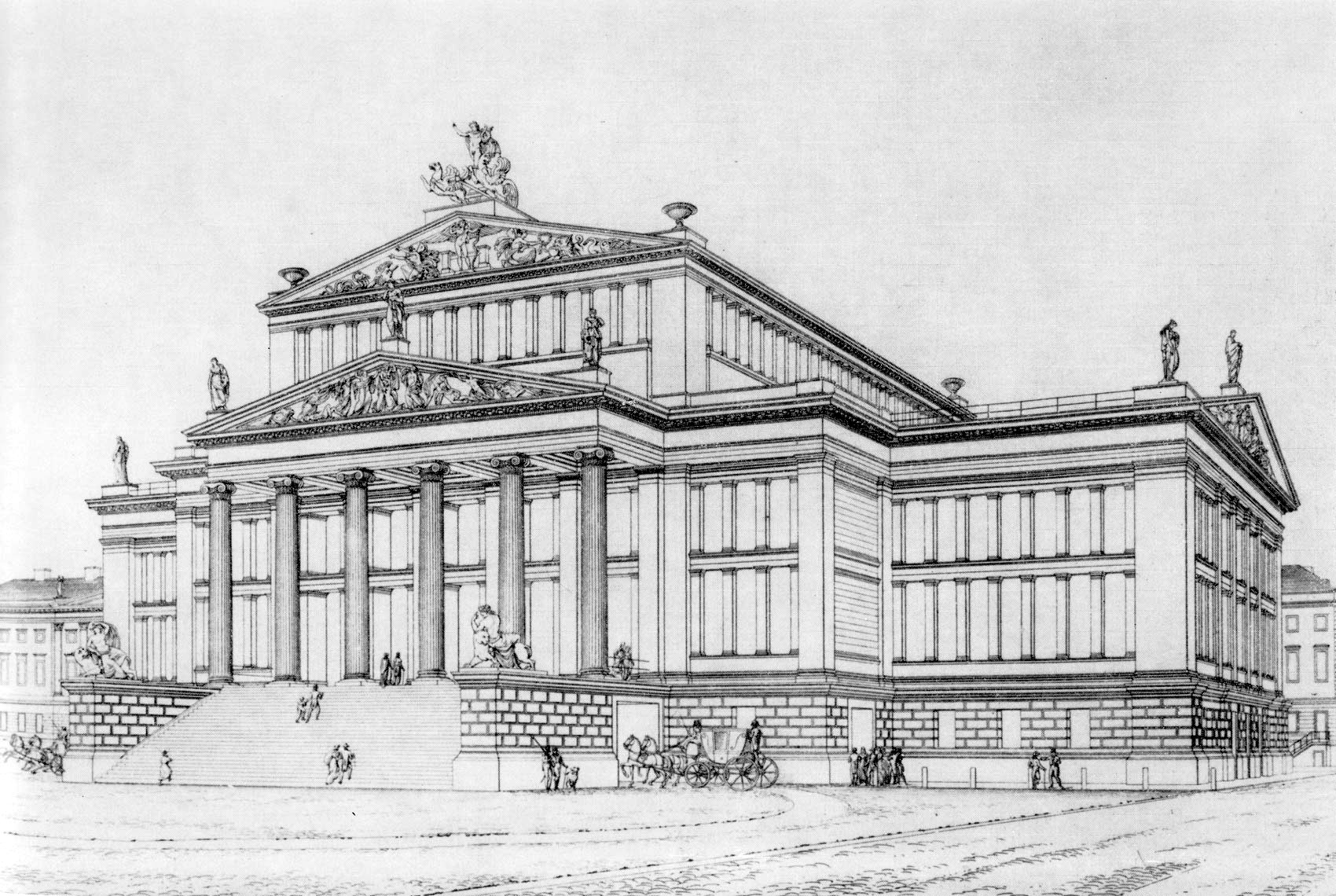
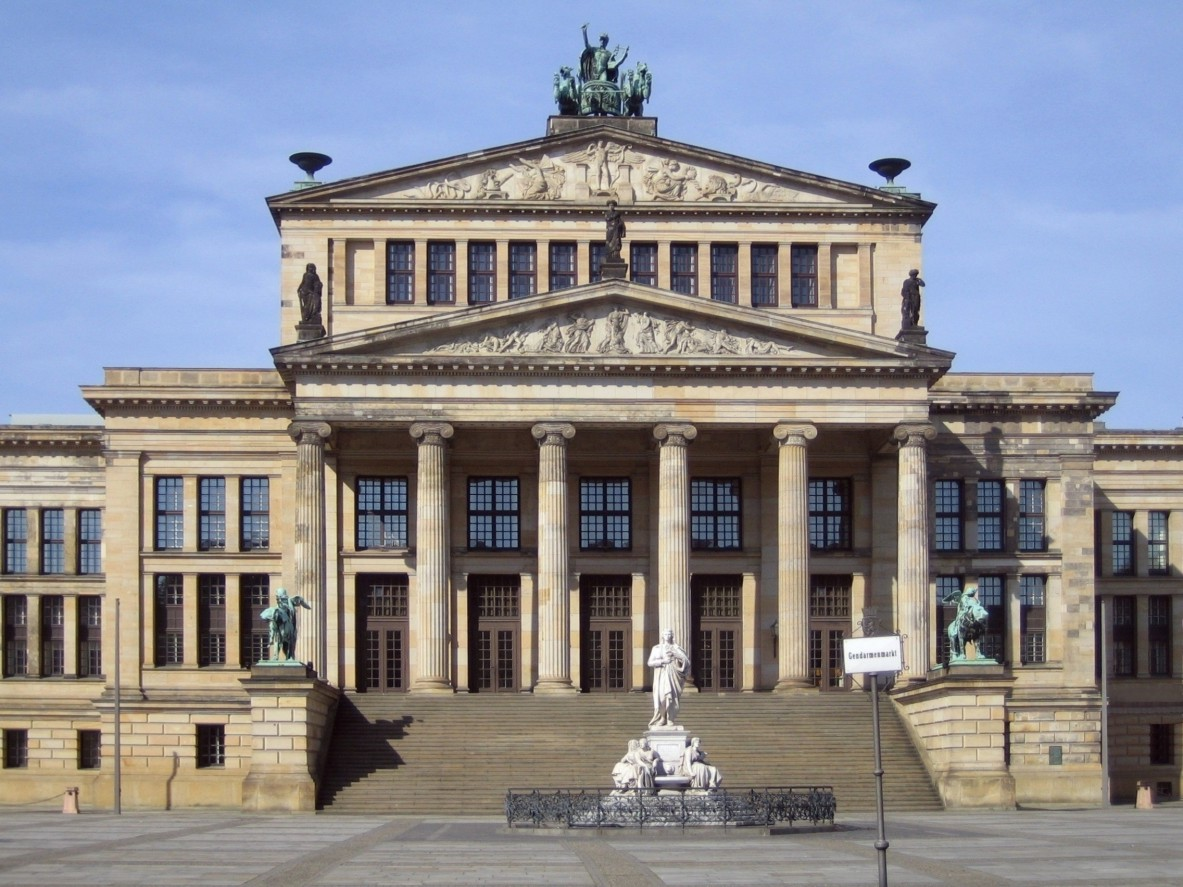
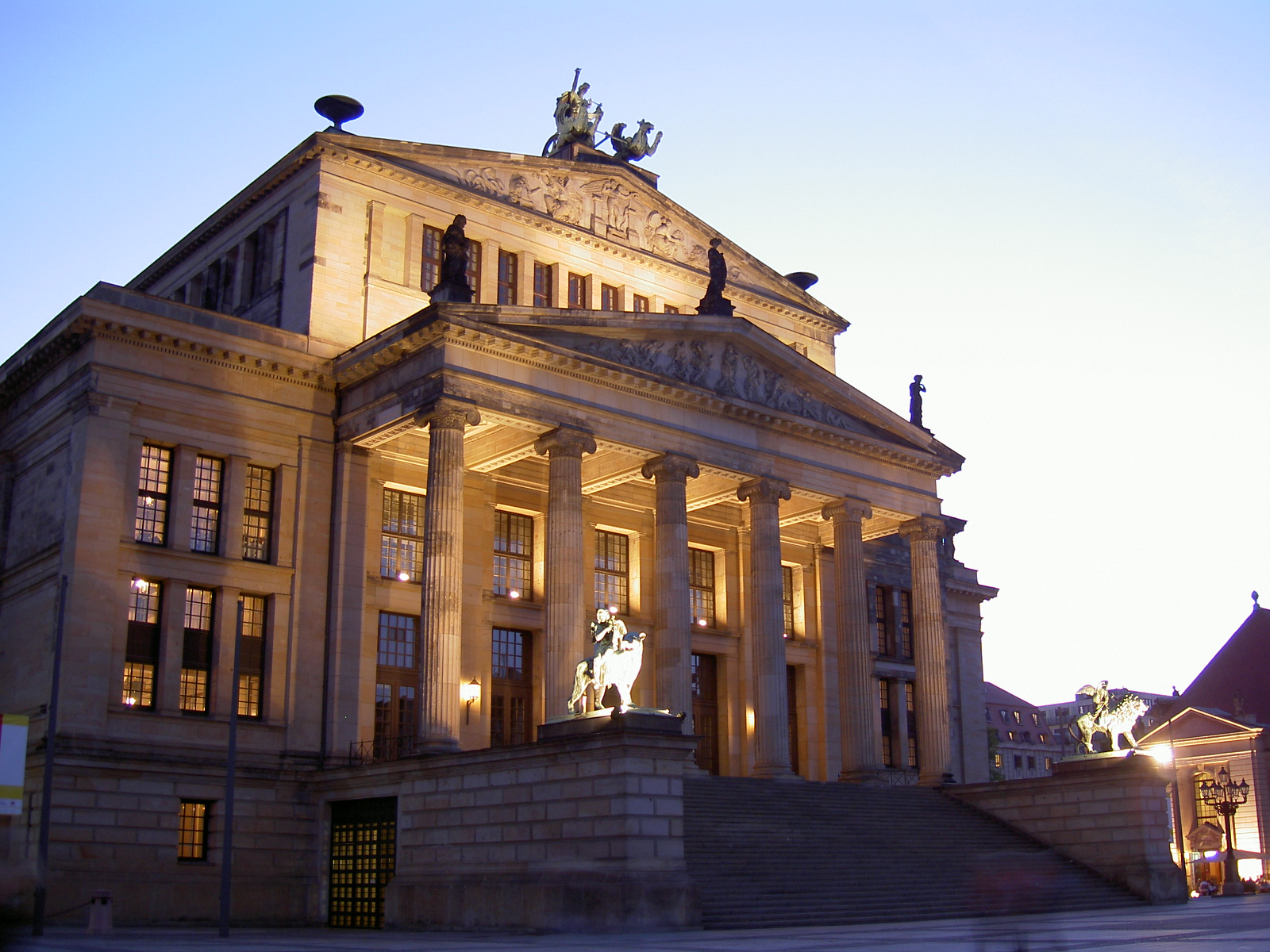
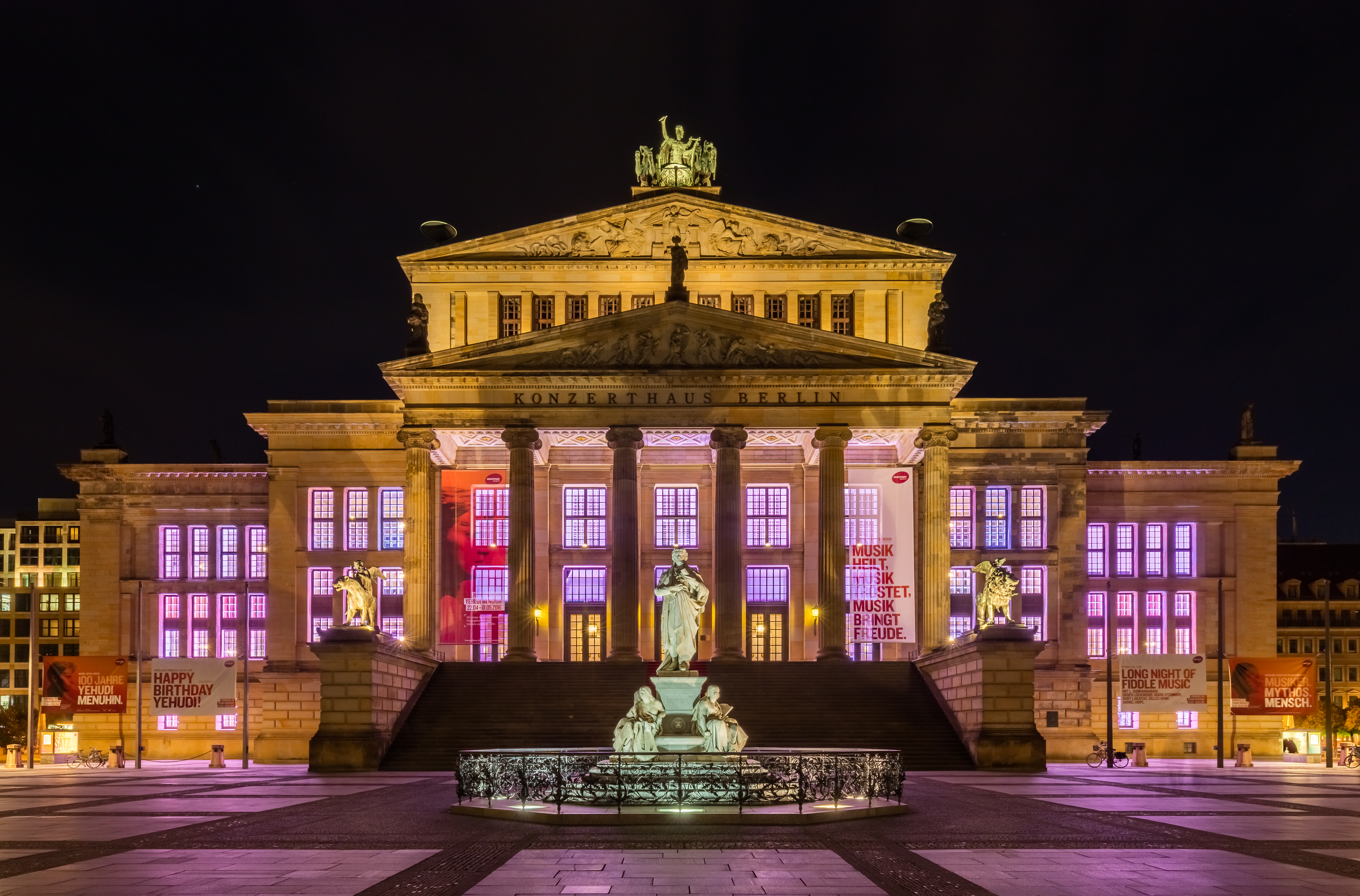